# Republika Środkowoafrykańska na Letnich Igrzyskach Olimpijskich 2024
Republika Środkowoafrykańska na Letnich Igrzyskach Olimpijskich 2024 – występ kadry sportowców reprezentujących Republikę Środkowoafrykańską na igrzyskach olimpijskich, które odbyły się w Paryżu we Francji, w dniach 26 lipca – 11 sierpnia 2024.
Reprezentacja Republiki Środkowoafrykańskiej liczyła czworo zawodników – dwie kobiety i dwóch mężczyzn, którzy wystąpili w 3 dyscyplinach.
Był to dwunasty start Republiki Środkowoafrykańskiej na letnich igrzyskach olimpijskich.

## Reprezentanci

### Judo
| Zawodnik                  | Konkurencja | 1/16             | 1/8              | Ćwierćfinał      | Półfinał         | Repasaże         | Finał / 3. miejsce | Finał / 3. miejsce | Źródła |
| Zawodnik                  | Konkurencja | Przeciwnik Wynik | Przeciwnik Wynik | Przeciwnik Wynik | Przeciwnik Wynik | Przeciwnik Wynik | Przeciwnik Wynik   | Pozycja            | Źródła |
| ------------------------- | ----------- | ---------------- | ---------------- | ---------------- | ---------------- | ---------------- | ------------------ | ------------------ | ------ |
| Nadia Matchiko Guimendego | -63 kg (k)  | Krišto P 00-10   | NQ               | NQ               | NQ               | NQ               | NQ                 | 17.                | [ 1 ]  |

### Lekkoatletyka
| Zawodnik        | Konkurencja       | Runda 1 | Runda 1 | Runda 2 | Runda 2 | Półfinał | Półfinał | Finał | Finał   | Źródło |
| Zawodnik        | Konkurencja       | Wynik   | Miejsce | Wynik   | Miejsce | Wynik    | Miejsce  | Wynik | Miejsce | Źródło |
| --------------- | ----------------- | ------- | ------- | ------- | ------- | -------- | -------- | ----- | ------- | ------ |
| Herve Toumandji | bieg na 100 m (m) | 10.76   | 29.     | NQ      | NQ      | NQ       | NQ       | NQ    | NQ      | [ 2 ]  |

### Pływanie
| Zawodnik           | Konkurencja           | Eliminacje | Eliminacje | Półfinał | Półfinał | Finał | Finał | Źródło |
| Zawodnik           | Konkurencja           | Czas       | Poz.       | Czas     | Poz.     | Czas  | Poz.  | Źródło |
| ------------------ | --------------------- | ---------- | ---------- | -------- | -------- | ----- | ----- | ------ |
| Tracy Marine Andet | 50 m st. dowolnym (k) | 34,95      | 76.        | NQ       | NQ       | NQ    | NQ    | [ 3 ]  |
| Terence Tengue     | 50 m st. dowolnym (m) | 30,96      | 73.        | NQ       | NQ       | NQ    | NQ    | [ 4 ]  |